# 35655 Etienneklein
35655 Etienneklein este o planetă minoră (asteroid), cu un diametru de 7,874 km, din centura de asteroizi. A fost descoperită pe 24 iulie 1998 la centre de recherches en géodynamique et astrométrie⁠(d) de OCA-DLR Asteroid Survey⁠(d) și a fost numită după Étienne Klein⁠(d). 
Obiectul prezintă o orbită caracterizată de o semiaxă mare de 3,2393594 UAi, o excentricitate de 0,11, o înclinație de 5,34733 ° în raport cu ecliptica.